# Cynthia Goyette
Cynthia Lee Goyette, nach Heirat Cynthia Lee Shroeder, (* 13. August 1946 in Detroit) ist eine ehemalige Schwimmerin aus den Vereinigten Staaten. Sie gewann bei den Olympischen Spielen 1964 und bei den Panamerikanischen Spielen 1963 jeweils eine Goldmedaille mit der Lagenstaffel.

## Sportliche Karriere
Goyette begann beim Golden Lion Swim Club und besuchte die Harper Woods Bishop Gallagher High School. Sie ging dann an die Wayne State University in Detroit. Sie gewann insgesamt fünf Meistertitel der Amateur Athletic Union und war viermal nationale College-Meisterin im Brustschwimmen.
Bei den Panamerikanischen Spielen 1963 in São Paulo siegte die 4-mal-100-Meter-Lagenstaffel aus den Vereinigten Staaten mit Virginia Duenkel, Cynthia Goyette, Sharon Stouder und Donna de Varona vor den Kanadierinnen. Im Jahr darauf qualifizierten sich bei den Olympischen Spielen in Tokio Nina Harmar, Judy Reeder, Sue Pitt und Pokey Watson mit der drittschnellsten Zeit für das Finale. Im Finale schwammen Cathy Ferguson, Cynthia Goyette, Sharon Stouder und Kathleen Ellis fast acht Sekunden schneller als ihre Kolleginnen im Vorlauf und stellten in 4:33,9 min einen neuen Weltrekord auf. Sie hatten im Ziel drei Sekunden Vorsprung auf die Niederländerinnen, die im Vorlauf schnellste Staffel aus der Sowjetunion gewann die Bronzemedaille.
Bei den Panamerikanischen Spielen 1967 in Winnipeg siegte über 100 Meter Brust Catherine Ball aus den Vereinigten Staaten vor Ana María Norbis aus Uruguay und Cynthia Goyette. Einen Monat später siegte Goyette bei der Universiade in Tokio über 200 Meter Brust und mit der Lagenstaffel. Über 100 Meter Brust wurde sie Zweite hinter der Britin Diana Harris.
Cynthia Goyette schloss 1973 ihr Studium mit einem Abschluss in Textil- und Modewirtschaft ab. Sie arbeitete dann zunächst in der Bekleidungsbranche, später arbeitete sie in der Finanzverwaltung von Radiostationen in Michigan.